# Vršatské Podhradie
Vršatské Podhradie (bis zum 19. Jahrhundert slowakisch Oršovské Podhradie oder Podhradie; deutsch Löwenstein, ungarisch Oroszlánkő – bis 1907 Oroszlánykőpodhragy – älter Podhrágy) ist eine Gemeinde im Nordwesten der Slowakei mit 217 Einwohnern (Stand 31. Dezember 2024), die im Okres Ilava, einem Teil des Trenčiansky kraj liegt.

## Geographie

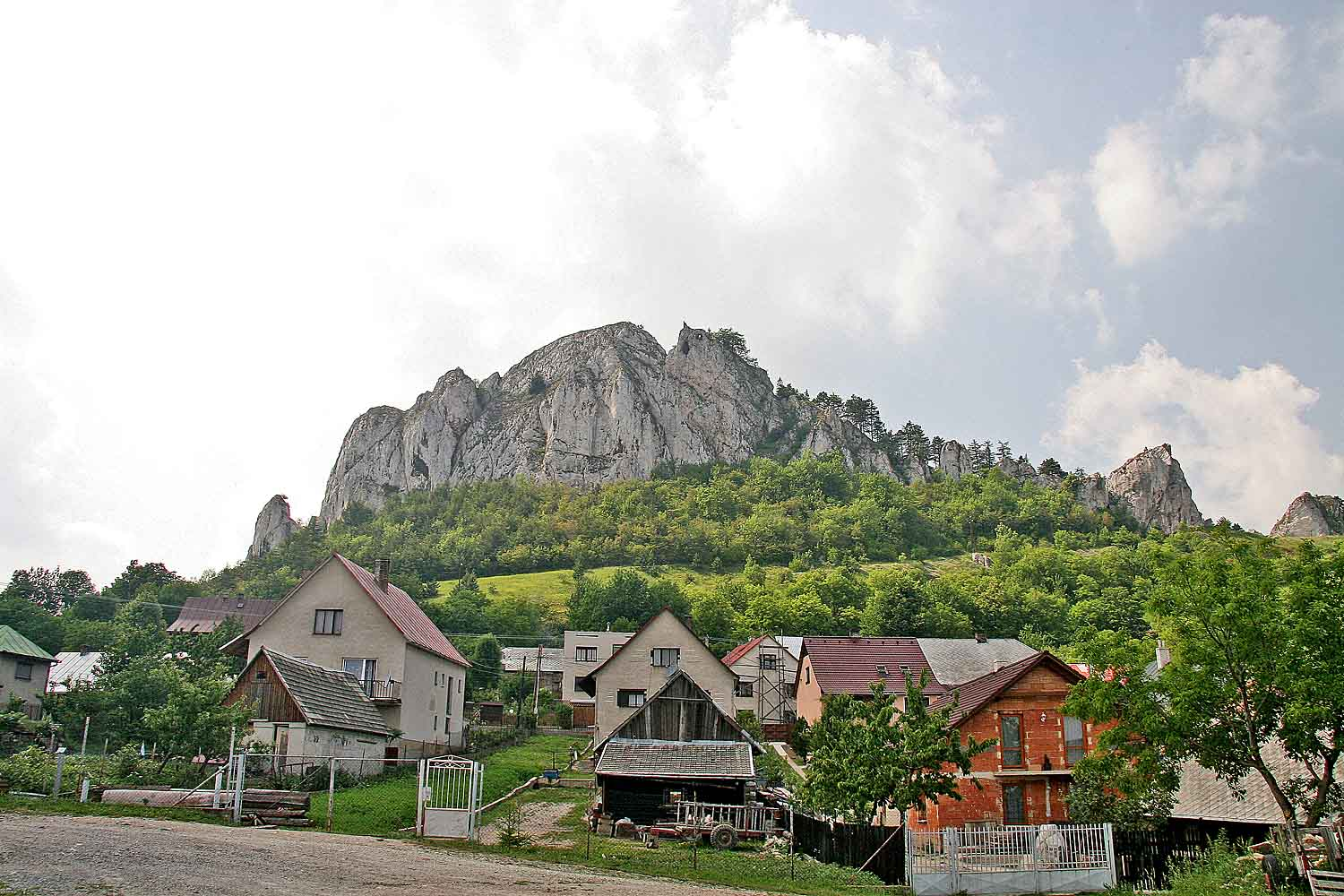
Vršatské Podhradie und die Klippe Vršatské bradlá

Die Gemeinde befindet sich innerhalb der Weißen Karpaten unterhalb der Klippe Vršatské bradlá, nahe der Grenze zu Tschechien. Das 13,43 km² große Gemeindegebiet ist größtenteils bewaldet und von braunen Waldböden bedeckt; die Höhe variiert von 380 m n.m. bis 926 m n.m. (Berg Chmeľová). Als solche liegt die Gemeinde innerhalb des Landschaftsschutzgebiets Biele Karpaty. Das Ortszentrum liegt auf einer Höhe von 650 m n.m. und ist 12 Kilometer von Ilava entfernt.
Nachbargemeinden sind Červený Kameň im Norden, Mikušovce im Osten, Tuchyňa und Pruské im Südosten, Krivoklát im Süden, Horné Srnie im Südwesten, Brumov-Bylnice (CZ) im Westen und Nedašov (CZ) im Nordwesten.

## Geschichte

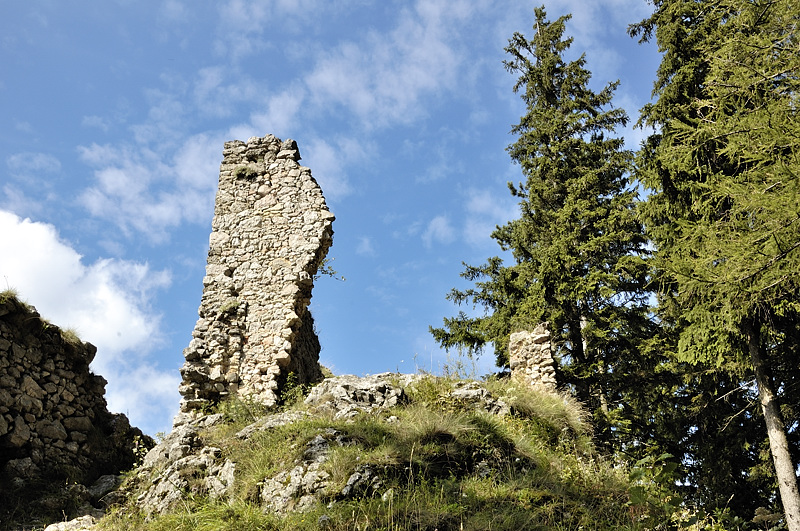
Ruinen der Burg

Die älteste Besiedlung des Gemeindegebietes geht in die jüngere Bronzezeit zurück, und zwar mit einer Siedlung und Grabstätte der Lausitzer Kultur. Später gab es Siedlungen der Puchauer Kultur sowie eine slawische aus dem 9. Jahrhundert.
Der heutige Ort hat sich aus einer Siedlung unterhalb der Burg Löwenstein (slowakisch Vršatecký hrad) entwickelt; ein Wachturm stand schon 1244 auf dem Burgberg und überwachte einen Weg nach Mähren. Das Dorf selbst wurde zum ersten Mal 1439 als Podhraghye schriftlich erwähnt und gehörte zum Herrschaftsgut der Burg Löwenstein, das neben diesem Ort auch Pruské, Bohunice und Mikušovce umfasste. Die Besitzer änderten sich dementsprechend mit jenen der Burg, einige der späteren waren Jakušič (1577), Breuner (1699) und Königsegg. Eine Explosion im Jahre 1707 zerstörte fast die ganze Burg. 1828 zählte man 51 Häuser und 578 Einwohner, die in der Landwirtschaft beschäftigt waren.
Bis 1918 gehörte der im Komitat Trentschin liegende Ort zum Königreich Ungarn und kam danach zur Tschechoslowakei beziehungsweise Slowakei.
1979–1990 war Vršatské Podhradie Teil der Gemeinde Pruské.

## Bevölkerung
| Jahr                | 1994 | 2004     | 2014    | 2024    |
| ------------------- | ---- | -------- | ------- | ------- |
| Anzahl der Personen | 283  | 249      | 238     | 217     |
| Unterschied         |      | −12,01 % | −4,41 % | −8,82 % |

| Jahr                | 2023 | 2024    |
| ------------------- | ---- | ------- |
| Anzahl der Personen | 216  | 217     |
| Unterschied         |      | +0,46 % |

Nach der Volkszählung 2011 wohnten in Vršatské Podhradie 241 Einwohner, davon 240 Slowaken. Ein Einwohner machte keine Angabe. 230 Einwohner bekannten sich zur römisch-katholischen Kirche, drei Einwohner zur griechisch-katholischen Kirche und ein Einwohner zur evangelischen Kirche A. B. Zwei Einwohner waren konfessionslos und bei fünf Einwohnern ist die Konfession nicht ermittelt.
Ergebnisse nach der Volkszählung 2001 (258 Einwohner):
| Nach Ethnie: - 99,22 % Slowaken - 0,78 % Tschechen | Nach Konfession: - 98,84 % römisch-katholisch - 0,78 % keine Angabe - 0,39 % evangelisch |

## Sehenswürdigkeiten
- Ruinen der Burg Löwenstein
- Klippe Vršatské bradlá